# داروين نيفيس
داروين نيفيس (بالإيطالية: Darwin Nieves؛ بالإسبانية: Darwin Nieves) هو لاعب كرة قدم إيطالي وأوروغواياني، ولد في 24 يونيو 1990 في مونتفيدو في الأوروغواي. شارك مع منتخب الأوروغواي تحت 17 سنة لكرة القدم. أما مع النوادي، فقد لعب مع نادي ليفربول.

## وصلات خارجية
- داروين نيفيس على موقع قاعدة بيانات كرة القدم.إي يو (الإنجليزية)
- داروين نيفيس على موقع Soccerway.com (الإنجليزية)